# 케이틀린 제라드

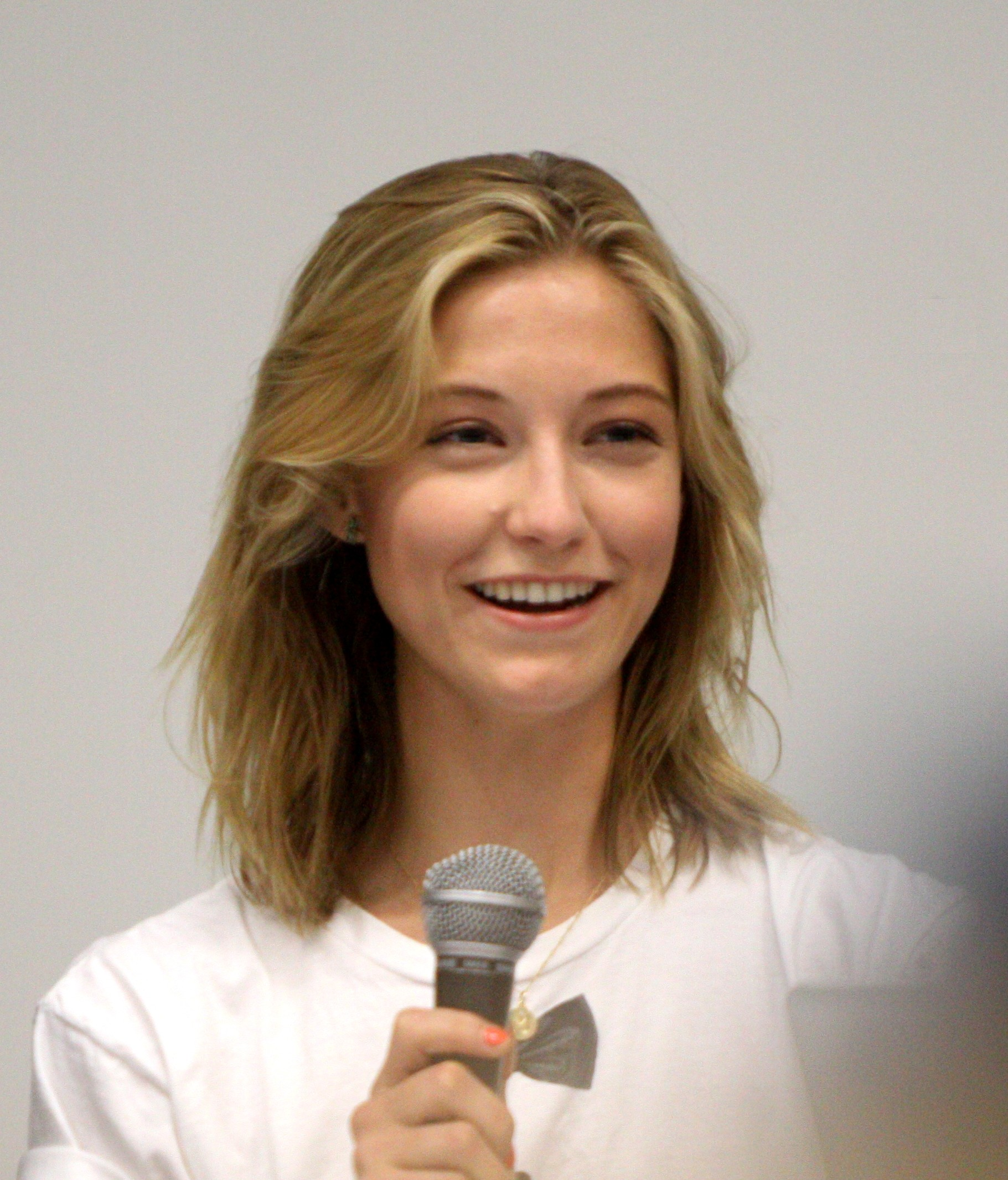

케이틀린 제라드(Caitlin Gerard, 1988년 7월 26일 ~ )는 미국의 배우, 텔레비전 배우, 영화배우이다.
로스앤젤레스에서 태어났다.

## 방송
- 아메리칸 크라임

## 영화
- 더 윈드: 악마의 속삭임 (2018년) - 리지 역
- 인시디어스4: 라스트 키 (2017년) - 이모진 레이니어 역
- 톰보이리벤저 (2016년) - 조니 역
- 포켓 리스팅 (2015년)
- 아메리칸 크라임 시즌1 (2014년)
- 돌핀 테일 2 (2014년) - 알렉산드라 퍼거슨 역
- 스마일리 (2012년) - 애슐리 역
- 매직 마이크 (2012년) - 킴 역